# Doki Doki AI Interrogation
Doki Doki AI Interrogation és un videojoc indie japonés del gènere d'aventures i simuladors creat pel desenvolupador Yamada. El joc va sortir el 25 de maig de 2024 i està disponible a Steam. Aquest joc d'interrogació per ordinador utilitza ChatGPT per involucrar als jugadors a una experiència de joc inmersiva.
El joc va ser llançat originalment el març de 2023, però es  va retirar deprés de tres dies a causa de l'abrumadora demanda. El maig de 2024 va tornar a ser llançat amb gràfics millorats, un mode difícil i localització en 12 idiomes.

## Argument
Com un oficial de policia competent, els jugadors interroguen a una IA sospitosa a un cas d'assassinat. El diàleg depén completament del jugador i de les respostes de la IA que genera ChatGPT en temps real. La IA compta amb un circuit emocional que fa que el seu ritme cardíac augmenti quan està sota pressió, el que el porta gradualment a confesar. Cada interacció amb la IA pot conduir a intercanvis dramàtics o respostes inesperadament humorístiques. La forma en la que s'eligeix interrogar, ja sigui a través de la recopilació de proves, les apelacions emocionals apasionades o fins i tot xats casuals dee temes que no estan relacionats, depén del jugador. Cada partida crea una història única, el que fa que sigui un joc molt popular per transmetre en viu a plataformes com Twitch.

## Desenvolupament
La visió de Yamada era de crear un joc que permetés als jugadors participar als interrogatoris a partir d'entrades de text lliures utilitzant IA. Així els jugadors podrien tenir una experiència més enllà d'opcions limitades i patrons de resposte fixes de videojocs tradicionals. Yamada va pensar que aquesta seria una experiència nova i atractiva de joc que només ChatGPT podria oferir. Aquest enfocament permet als jugadors flexionar la seva creativitat a l'hora de formular preguntes d'interrogatori i permet crear una experiència de joc no lineal.
Una de les característiques més destacades de Doki Doki AI Interrogation és la seva narrativa subjacent, que s'entrellaça amb la mecànica d'interrogatori impulsada per la IA. Yamada està "orgullós que el joc no tracti només d'interrogar una IA, sinó que també inclou una història, una experiència narrativa i planteja qüestions sobre la coexistència de la IA  i els humans". El joc no només desadia als jugadors a tenir èxit en els seus interrogatoris, sinó que també recompensa amb una història més profunda que es desenvolupa a mesura que s'avança amb l'interrogació. Aquesta cuidadosa integració de tecnologia i narració ha ressonat entre els jugadors.
La integració de ChatGPT al joc va plantejar la seva pròpia série de desafiaments. Yamada explica: "Després de proporcionar a ChatGPT les condicions inicials del cas, envio el text d'interrogatori del jugador a ChatGPT i utilitzo el resultat per a la progressió del joc". El paper de la IA es doble: generar línies de resposta per l'interrogatori i evaluar el nivell de por de l'interrogatori. Aquesta avaluació és crucial per gestionar la progressió del joc i millorar l'experiència del jugador amb canvis dinàmics, com transicions musicals fluides i alteracions del moviment de la IA. Tanmateix, ajustar les indicacions donades a ChatGPT va requerir una experimentació extensa, particularment per controlar la tendència de ChatGPT a revelar secrets amb massa facilitat. Yamada va superar-ho disenyant un escenari en el qual el personatge de la IA estava "borratxo i no podia recordar". Així s'assegurava que no digués la veritat fàcilment.

## Recepció
Doki Doki AI Interrogation té crítques molt positives a Steam i va formar part de la Indie Expo 2024.